# Wonder (tiểu thuyết của Palacio)
Wonder là tiểu thuyết đầu tay viết về trẻ em của nhà văn Raquel Jaramillo với bút danh là R. J. Palacio, được xuất bản vào ngày 14 tháng 2 năm 2012.
Palacio phải viết tác phẩm Wonder sau khi lo sợ rằng đứa con trai mình (khi đó mới 3 tuổi) sẽ có phản ứng tiêu cực khi nhìn thấy một cô bé với khuôn mặt dị tật bẩm sinh ngồi bên cạnh cậu trong lúc xếp hàng chờ mua kem. Palacio đã nỗ lực để giúp con trai mình có thể tránh làm cô bé hay gia đình của cô cảm thấy thất vọng, nhưng cuối cùng lại làm cho tình hình nghiêm trọng thêm. Bài hát Wonder của Natalie Merchant đã giúp tác giả nhận ra rằng những trở ngại có thể để lại cho ta nhiều bài học quý giá. Palacio bắt đầu viết và cho ra đời cuốn sách sau khi lấy cảm hứng từ lời bài hát của Merchant. Cuốn sách cũng phát hành một ấn phẩm phụ với tựa đề 365 Days of Wonder.

## Tóm tắt sơ lược
August "Auggie" Pullman là một đứa trẻ 10 tuổi sống ở vùng North River Heights thuộc quận Manhattan. Cậu mắc chứng bệnh dị tật khuôn mặt hiếm gặp mà cậu gọi là rối loạn xương mặt hàm dưới, căn bệnh này cũng thường được biết đến là hội chứng Treacher Collins và hở hàm ếch. Auggie đã trải qua hàng trăm cuộc phẫu thuật và mẹ cậu đã dạy cậu tại nhà thay vì đưa cậu đến trường. Nhưng sau đó cha mẹ cậu quyết định cho cậu bắt đầu theo học trung học tại trường tư thục Beecher Prep.
Auggie cùng mẹ cậu đến trường Beecher gặp ngài Tushman – giám đốc của trường và 3 học sinh khác: Jack Will, Julian Albans và Charlotte Cody. Mặc dù cảm thấy cực kỳ lo lắng và sợ hãi khi ở bên những đứa trẻ cùng tuổi, Auggie dần dần trở nên thích ứng và thậm chí bắt đầu yêu thích trường học. Cậu kết thân cùng với Jack Will và cô bạn Summer Dawson, cô bé đã ngồi cùng cậu trong giờ ăn trưa khi mà không một ai muốn làm điều đó. Khác với hai người kia, Julian thì hoàn toàn ngược lại, nó gần như không thể che giấu sự ghê tởm của mình đối với Auggie, không những xa lánh Auggie, Julian còn thường xuyên làm tổn thương đến cậu. Nó bắt nạt Auggie và chán ghét vẻ bề ngoài của cậu.
Trong ngày lễ hội hóa trang Halloween, Auggie thấy ý tưởng về trang phục Boba Fett không được khả thi, thay vào đó cậu bé đã mang bộ trang phục "Tiếng thét đẫm máu". Vì không ai nhận ra mình nên Auggie nghe lén được Jack Will nói với Julian trong phòng học rằng cậu sẽ "tự sát" nếu trông giống như Auggie. Auggie cảm thấy tổn thương và bị Jack Will phản bội, cậu muốn bỏ học, nhưng người chị 15 tuổi Via đã thuyết phục cậu ấy không nên làm điều đó. Auggie đã tiết lộ bí mật đó cho Summer. Jack Will để ý thấy Auggie trở nên yên lặng và giữ khoảng cách, cậu ấy hỏi Summer lý do tại sao Auggie như vậy, tuy cô bé không tiết lộ bí mật nhưng cô ấy lại nói bóng gió và nhắc đến "tiếng thét đẫm máu". Thoạt đầu, Jack Will vẫn không nhận ra rằng Auggie đã nghe thấy những gì cậu ấy đã nói, cậu chỉ nghĩ rằng Auggie đang tránh né cậu ấy không vì lý do gì cả, và cậu ấy cũng bắt đầu lánh xa Auggie.
Tuy nhiên, vào tháng 12, Jack Will đã nhận ra rằng Auggie đã tình cờ nghe thấy tất cả những gì mà cậu đã nói và Auggie đã biết rằng Jack Will chỉ giả vờ làm bạn với cậu ta mà thôi, điều đó làm cho cậu bị sốc. Trong lớp khoa học, Auggie và Jack là cộng sự của nhau trong một bài tập. Khi Julian xin thầy giáo cho cậu ta thay thế Auggie trở thành cộng sự của Jack thì cậu lại từ chối. Khi Julian gọi Auggie là "đồ quái vật", Jack đã đấm vào mặt Julian để trả thù. Và cũng vì hành động đó mà Jack đã bị đình chỉ học 2 ngày. Biết được rằng Julian có thể sẽ gặp rắc rối vì đã nhục mạ Auggie, Jack đã không mách với thầy Tushman về những chuyện đã xảy ra. Mẹ Julian nói rằng Auggie không phù hợp với trường Beecher Prep vì đây không phải là trường dành cho học sinh khuyết tật nhưng thầy Tushman và tất cả mọi người đều không đồng ý với bà. Jack và Auggie quay trở lại làm bạn của nhau sau khi Jack xin lỗi và giải thích rằng cậu không hề muốn nói những điều không hay về Auggie.
Suốt thời gian còn lại trong năm học, Auggie gặp rất nhiều trở ngại, khó khăn, nhưng nguyên nhân chủ yếu đều là do tên đầu sỏ Julian đã xúi dục nhóm bạn của mình xa lánh và cô lập Auggie và Jack. Julian dán những tờ giấy ghi đầy những lời ác ý lên tủ đồ của Auggie và Jack, nhưng hai cậu sẵn sàng đáp trả lại những lời ghi chú đó. Tuy nhiên, mọi chuyện bắt đầu thay đổi sau chuyến cắm trại qua đêm ở khu bảo tồn thiên nhiên, Auggie và Jack bị một nhóm học sinh lớp bảy ở trường khác bắt nạt, chúng còn chế giễu và trêu chọc Auggie. Nhưng không chỉ có mình Jack bảo vệ Auggie, mà những bạn khác trong lớp như Miles Noury, Henry Joplin, và Amos Conti (người từng chơi chung nhóm với Julian) cũng đứng lên bênh vực và giúp đỡ cậu.
Tại buỗi lễ tốt nghiệp, Auggie được trao huy chương Henry Ward Beecher vinh danh những học sinh nổi bật hoặc là tấm gương tiêu biểu ở lĩnh vực nhất định nào đó trong suốt năm học. Tại đó, mọi người trong khán phòng đều đứng dậy hoan hô và vỗ tay chúc mừng Auggie. Sau đó, cậu cùng chụp hình với mọi người (việc mà cậu luôn từ chối trước đây) và trở về nhà với bữa tiệc chúc mừng. Câu chuyện kết thúc bằng lời thì thầm của mẹ Auggie với cậu: "Con thật sự là một điều kì diệu."

## Các nhân vật chính
August "Auggie" Pullman: nhân vật chính, người có khuôn mặt bị biến dạng vì căn bệnh "rối loạn xương mặt hàm dưới":104 kèm theo những dị dạng khác trên mặt. Sau nhiều năm theo học chương trình giáo dục tại nhà, cậu đã gặp rất nhiều khó khăn khi bắt đầu đi học năm đầu tiên ở Beecher Prep. Cuối cùng, cậu có thể làm quen nhiều bạn mới và chấp nhận chính con người của mình.
Olivia "Via" Pullman: chị gái của Auggie. Ở phần 2, cô ấy kể về Auggie và những khó khăn mà cô gặp phải khi là chị của một người bị khuyết tật. Cô ấy thực sự luôn quan tâm chăm sóc và bảo vệ Auggie. Đôi lúc, Via cảm thấy ghen tị với Auggie vì Auggie được mọi người quan tâm đến bởi khuôn mặt dị dạng của cậu ấy. Cô ấy thường tự chửi rủa mình và cảm thấy tội lỗi vì đã ghen tị kiểu đó với Auggie.
Summer Dawson: Là người bạn đầu tiên và là bạn tốt nhất của Auggie. Cô đã ngồi cạnh Auggie vào ngày đầu nhập học khi mà không một ai làm điều đó. Cô không quan tâm đến những gì mà các học sinh khác nghĩ về cậu ấy, và cô luôn đối xử tốt với cậu ấy.
Isabel và Nate Pullman: Phụ huynh của Auggie và Via. Họ rất quan tâm đến Auggie và Via, nhưng vì những vấn đề của Auggie mà Via thường không được bố mẹ chú ý đến. Isabel và Nate đã nói chuyện với Auggie để đưa ra quyết định cuối cùng rằng sẽ gửi cậu vào một trường tư thục thay vì để cậu được giáo dục tại nhà.
Jack Will: bạn thân nhất của Auggie. Thầy Tushman đã nhờ Jack, Charlotte và Julian đưa Auggie đi tham quan trường Beecher Prep. Lúc đầu, Jack không muốn làm bạn với Auggie vì khuôn mặt biến dạng của cậu. Cậu ấy nghĩ rằng việc đó sẽ là rào cản khiến cậu không thể làm bạn với những đứa trẻ ưu tú khác. Ban đầu, cậu ta giả vờ làm bạn với Auggie, nhưng mọi thứ bị vỡ lỡ khi Auggie phát hiện ra, cuối cùng họ vẫn trở lại làm bạn của nhau. Về sau, cậu mới thực sự đánh giá cao khả năng của Auggie.
Julian Albans: Nhân vật phản diện. Cậu ta không thích Auggie và luôn cố gắng làm cho những học sinh khác tin rằng nếu họ chạm phải Auggie họ sẽ bị nhiễm dịch bệnh nguy hiểm. Cậu ta bắt nạt Auggie và nói với hết lớp cô lập cậu bé, và cả Jack Will vì đã làm bạn với Auggie. Ở đoạn kết của câu chuyện, phụ huynh của Julian đưa cậu ta ra khỏi Beecher, vì họ không nghĩ Beecher Prep là trường dành cho mọi học sinh bao gồm cả học sinh khiếm khuyết và họ nghĩ rằng Auggie không nên được nhận vào trường này.:162
Justin: Bạn trai của Via. Mặc dù anh ta bị bất ngờ trước vẻ bề ngoài của Auggie nhưng anh ấy đối xử rất tử tế với Auggie. Justin và Via là nhân vật chính trong tác phẩm "Thị trấn của chúng tôi" ở trường của họ. Ở phân đoạn của anh trong quyển sách, anh không viết hoa chữ "I" của anh ấy. Anh luôn đề cập rằng anh ấy có "những tật máy cơ" (phát thành tiếng mà không cố ý) đặc biệt khi anh ấy lo lắng, anh mô tả chúng như "chớp mắt liên hồi" hay "thỉnh thoảng nghiêng đầu":190. Những điều này khiến người đọc tin rằng anh bị một căn bệnh gọi là "hội chứng Tourette". Justin cũng đã hẹn gặp bố mẹ của Via. Đó cũng là lý do tại sao mà trong toàn bộ chương của Justin không hề có dấu chấm câu đàng hoàng nào cả. Anh ấy nghĩ rằng viết chúng tốn quá nhiều thời gian.
Daisy: Chú chó đầu tiên của Via và Auggie. Nó là một người bạn đầu tiên thật sự của Auggie. Nó là một chú chó già và ở khúc cuối của câu truyện, Daisy đành phải từ biệt họ. Sau đó, gia đình của Auggie có một con chú chó mới tên là Bear.
Miranda Navas: bạn của Via. Via, Miranda,và Ella là bạn bè của nhau. Miranda mới cắt tóc bob (kiểu tóc cắt tóc ngang quá vai của con gái), nhuộm hồng và mặc đồ theo phong cách mà trước đây cô ấy sẽ không bao giờ mặc. Via bị sốc trước vẻ bề ngoài mới của Miranda, và họ dần dần xa cách nhau. Miranda đã chăm sóc Auggie và coi cậu như là đứa "em trai bé bỏng" của mình, khi cô ấy đi đến buổi cắm trại, Miranda đã nói dối với mọi người rằng Auggie là em trai của cô ấy.
Lawrence Tushman: Giám đốc trường Beecher Prep. Ông ấy là một người rất thân thiện và nhiệt tình dạy bảo cho Auggie trong suốt khóa của năm học. Ông ấy đã cố gắng hết sức để khiến cho  cậu cảm thấy mình được chào đón ở trường. Tại buổi lễ tốt nghiệp, ông ấy đọc một bài phát biểu quan trọng trong đó có câu " nếu như mỗi một người trong căn phòng này lập ra một nguyên tắc là dù cho bạn ở bất cứ đâu, bất cứ khi nào bạn có thể, bạn sẽ cố gắng hành động tử tế tốt đẹp hơn cần thiết, dù chỉ là một ít, thì thế giới sẽ trở thành một nơi tốt đẹp hơn.":301
Eddie hay Edward: nhân vật phản diện ở trường cấp 2. Là học sinh lớp 7, đã bắt nạt August khi cậu bé đi cắm trại qua đêm.
Thầy Browne: Thầy giáo đầu tiên của Auggie vào năm lớp 5 tại Beecher Prep. Vì thầy ấy đưa ra những lời dạy, châm ngôn khiến cả lớp suy nghĩ, Auggie đã rất ngạc nhiên bởi những lời dạy đó. Ông Brown muốn Auggie có một năm học thật tuyệt tại Beecher Prep.
Bà Garcia: Trợ lý của ông Tushman.

## Các giải thưởng
Wonder nằm trong số những sản phẩm bán chạy nhất ở Mỹ (theo tờ New York Times) và cũng nằm trong danh sách được nhận giải thưởng Texas Bluebonnet. Quyển sách này đã chiến thắng giải thưởng Maine Student Book, giải thưởng sách dành cho thiếu nhi Vermont's Dorothy Canfield Fisher năm 2014, giải thưởng Mark Twain năm 2015, giải thưởng Nene của Hawaii vào năm 2015  và giải thưởng Junior Young Reader's Choice Award năm 2015.